# Башня Виктории
Башня Виктории (англ. Victoria Tower) — башня, расположенная на юго-западном углу Вестминстерского дворца в Лондоне. Как и весь дворец, была возведена в стиле неоготика по проекту архитектора Чарльза Бэрри. Башня является самой высокой из всех башен дворца, высота — 98,5 метра (325 фута), знаменитая Башня Елизаветы (Биг-Бен) ниже на 2 метра. Ко времени своего возведения была самой высокой квадратной башней в мире.
Названа башня в честь королевы Виктории, которая 22 декабря 1843 года заложила в основание первый камень, хотя проектное название было — Королевская башня (англ. The King's Tower). Архитектура Башни Виктории отражает элементы перпендикулярного стиля, характерного для английских соборов, таких как собор в Линкольне. Полностью башня была выстроена к 1860 году. Возведена была специально как архивное хранилище для документов парламента — это было одним из условий при проведении конкурса проектов башни. Во время пожара 1834 года во дворце сгорели все документы Палаты общин, в то время как документы Палаты лордов, благодаря тому, что хранились отдельно в Башне драгоценностей, не пострадали.
Совместно с Ч. Бэрри в работе над проектом дворца принимал участие О. У. Пьюджин, который и был основным автором проекта Victoria Tower. По его проекту башня имеет чугунную несущую конструкцию, замурованную в каменную кладку (спроектирована сэром Чарлзом Бэрри). 12 из 14 этажей заняты под архивы палаты лордов и палаты общин парламента Великобритании. С целью улучшения условий хранения документов в архиве были произведены две большие реконструкции, в 1948—1963 гг. и в 2000—2004 гг.
Также в башне находится Sovereign´s Entrance — парадный вход во дворец, через который в здание парламента прибывает король (или королева) для церемонии открытия заседаний. Во время нахождения монарха во дворце, на флагштоке башни поднят Royal Standard — официальный флаг британского короля (или королевы). В другие дни развевается Union Jack — флаг Великобритании.

## Галерея

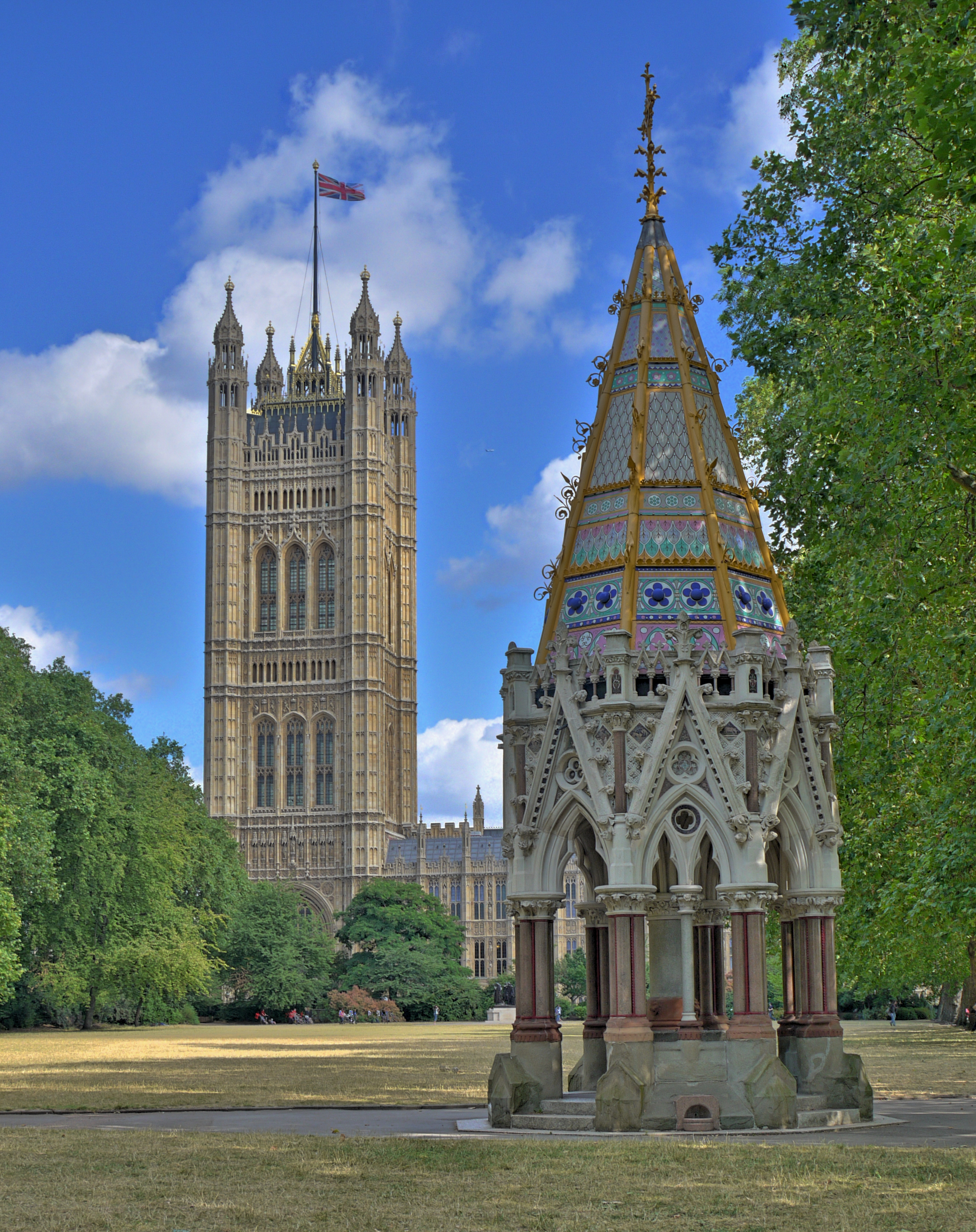
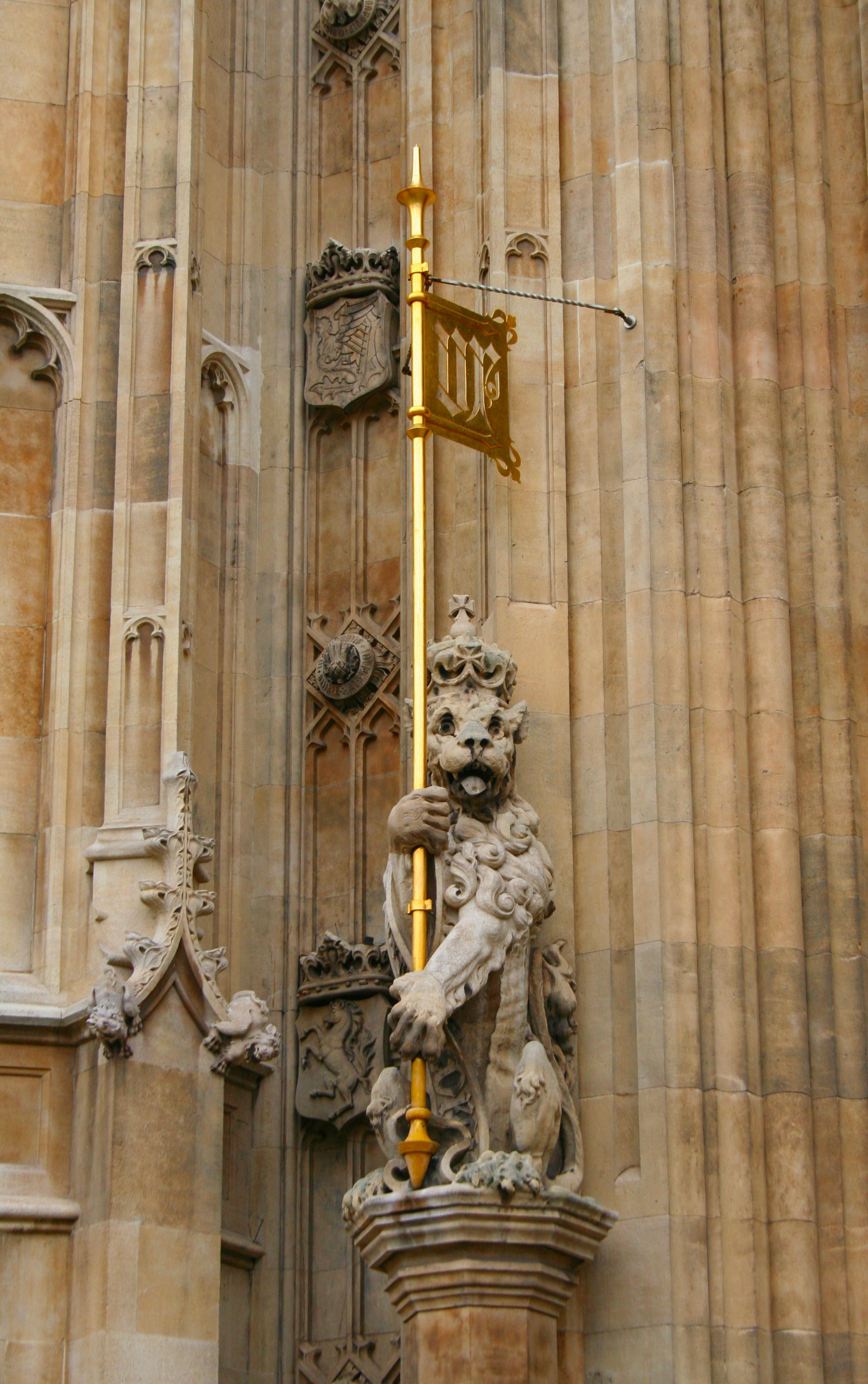
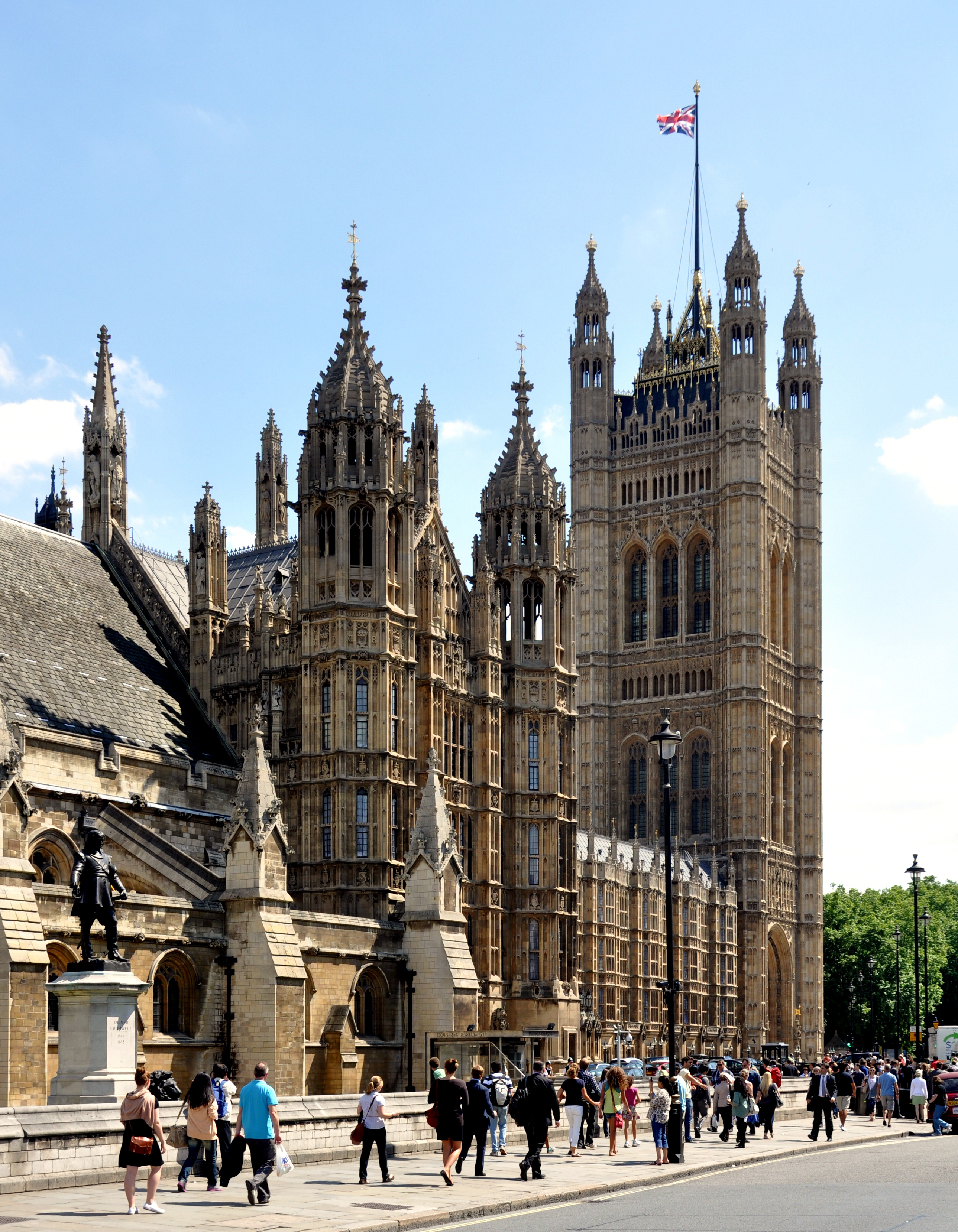
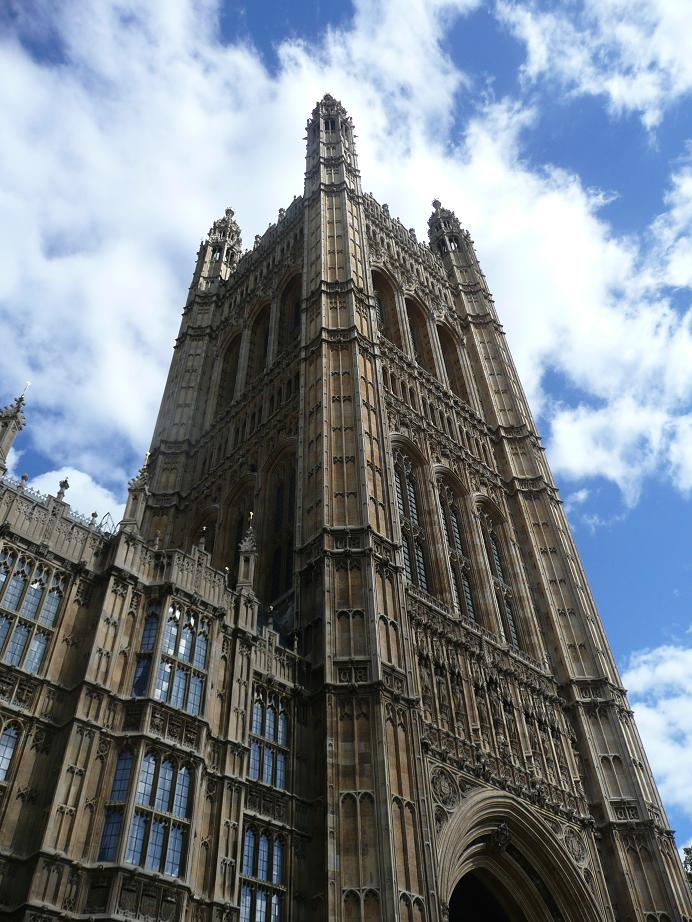
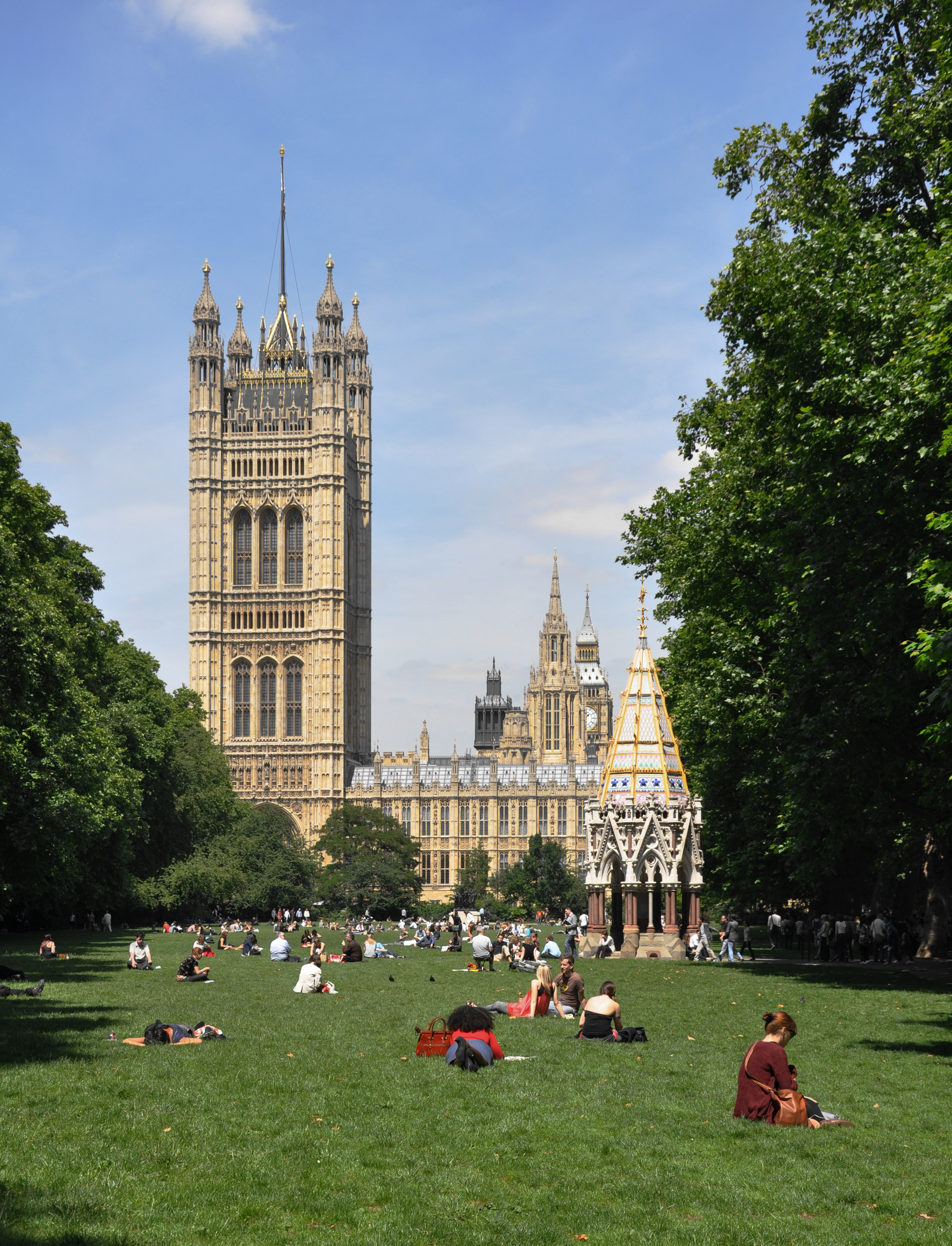
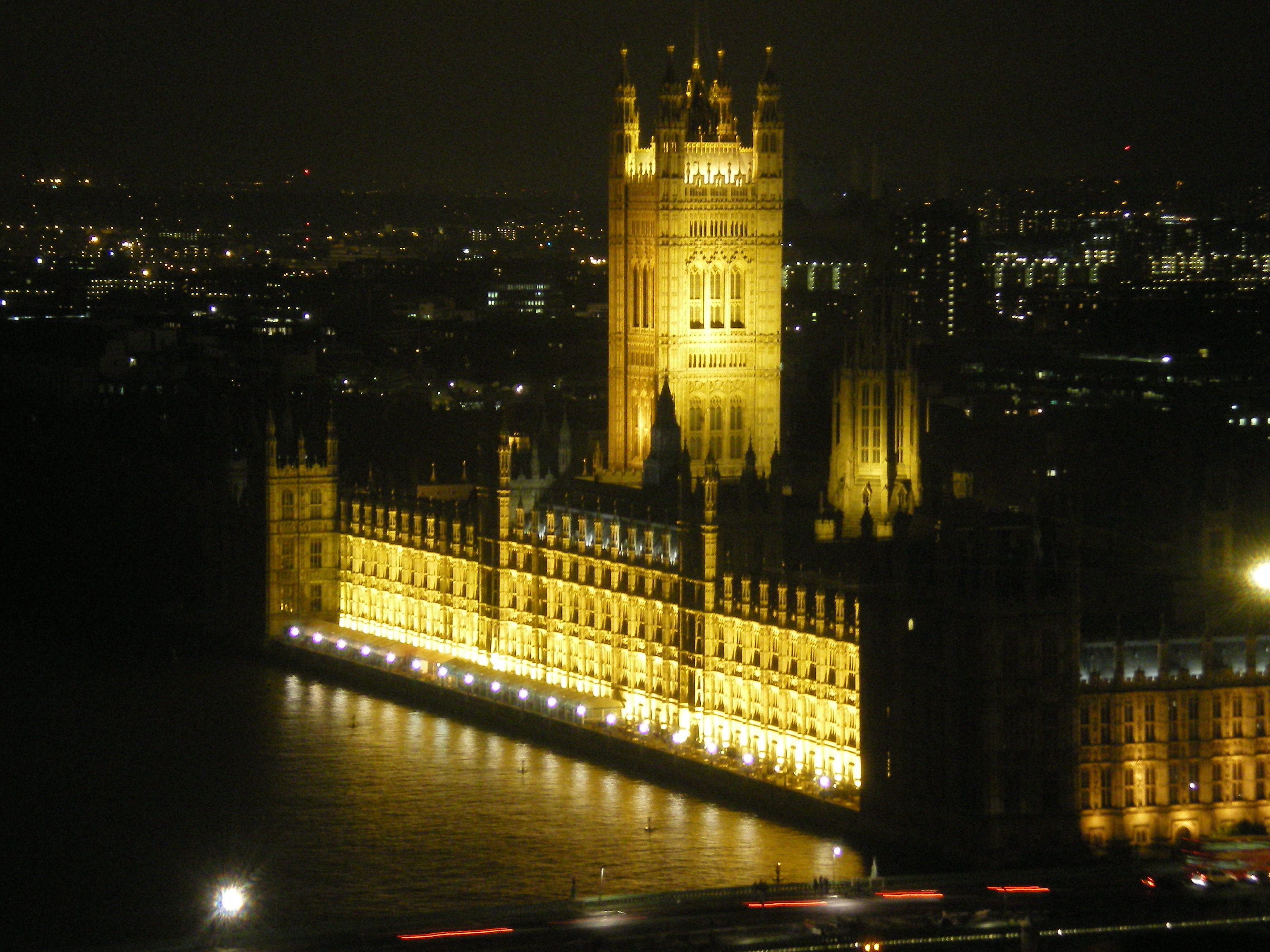
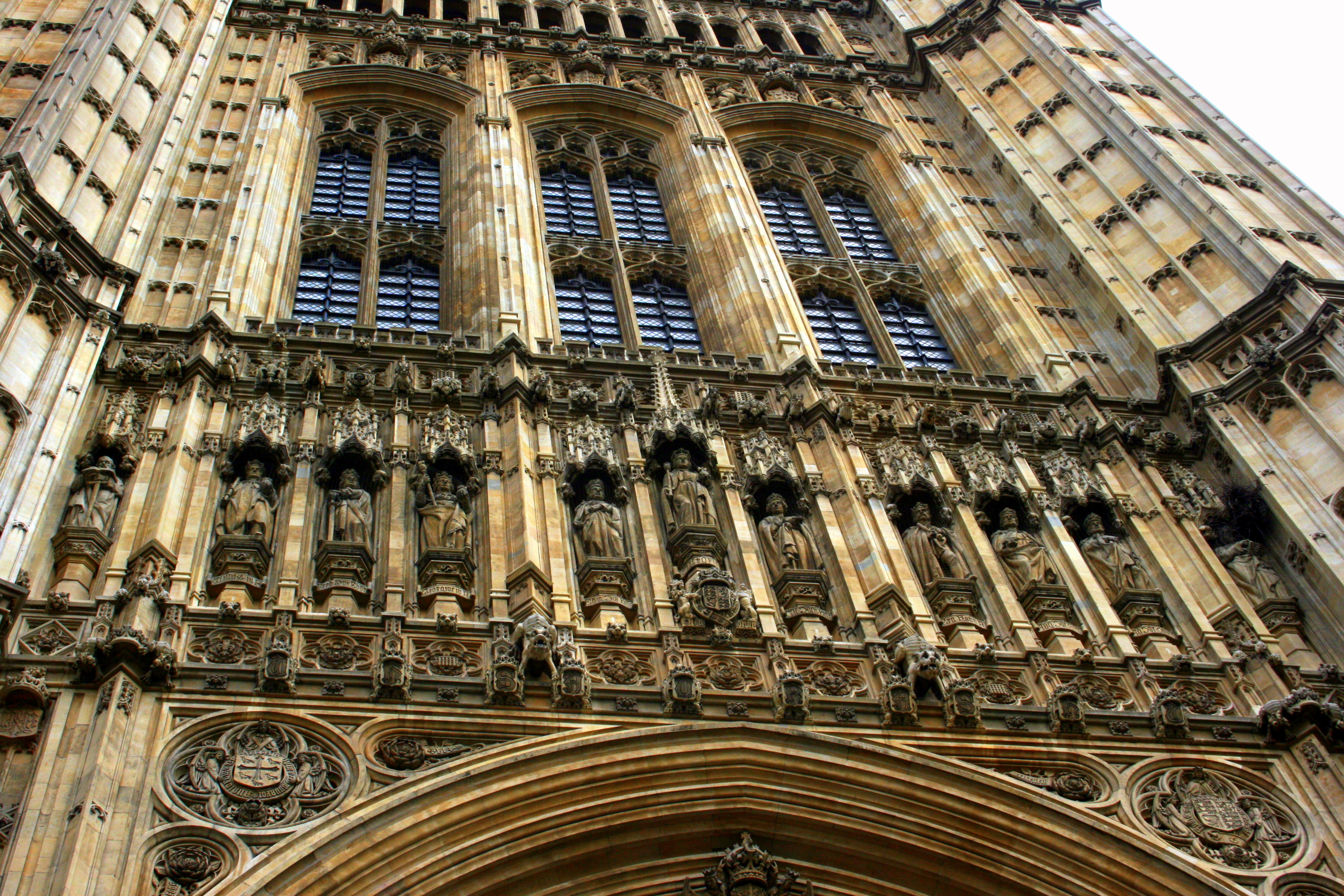
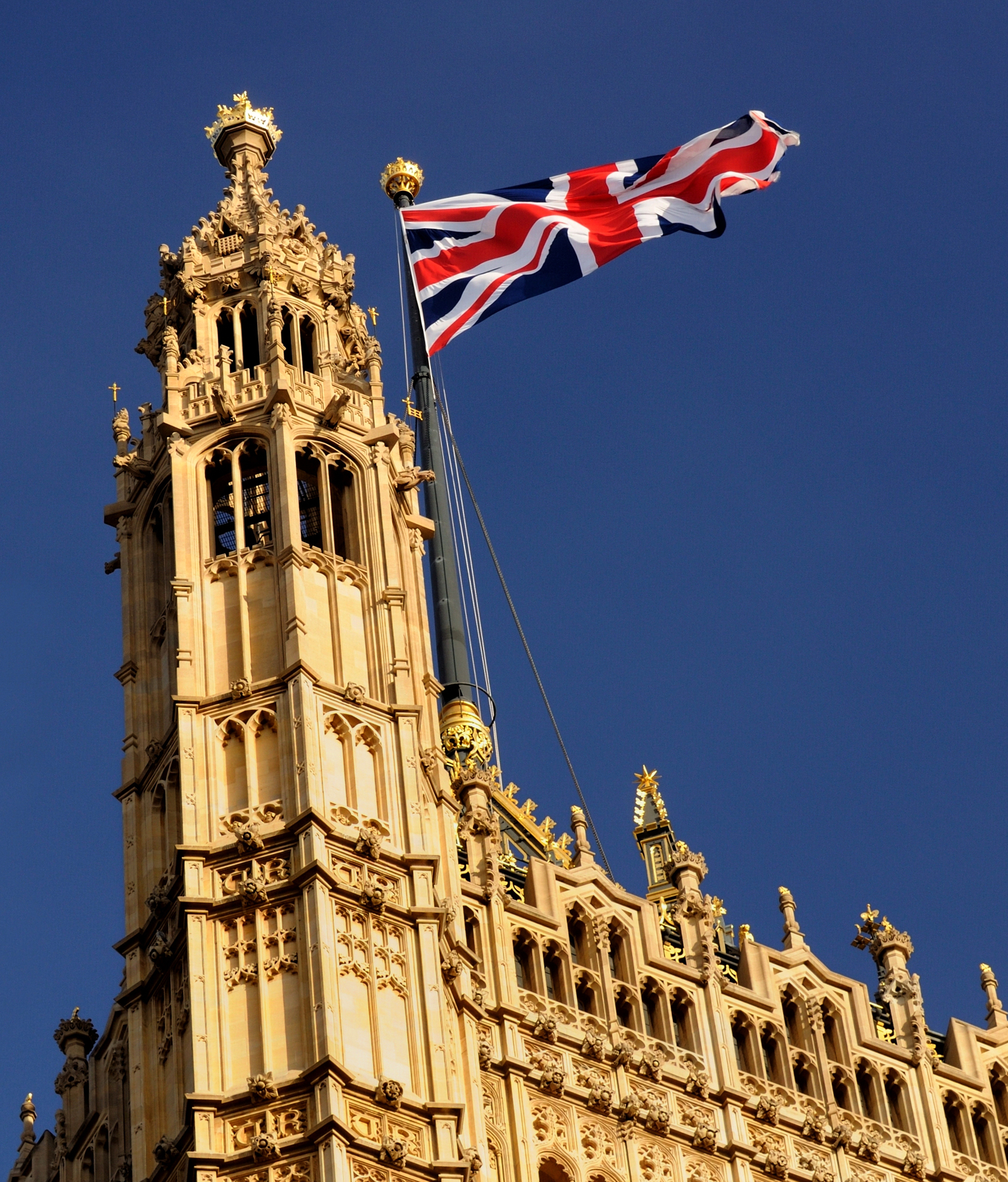